# Dominicas del Espíritu Santo
La Congregación de Hermanas Dominicas del Espíritu Santo (oficialmente en latín: Congregationis Sororum Domìnicanarum a Spiritu Sancto) es un instituto religioso católico femenino, de vida apostólica y de derecho diocesano, fundado por el religioso dominico italiano Pio Alberto del Corona, en 1872, en Florencia. A las religiosas de este instituto se les conoce como Dominicas del Espíritu Santo y posponen a sus nombres las siglas O.P..

## Historia

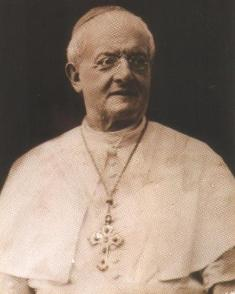
Pio Alberto del Corona (1837-1912), fundador de la congregación, es venerado como beato en la Iglesia católica.

La congregación fue fundada por el prior del convento dominico de San Marcos de Florencia, Pio Alberto del Corona, con la ayuda de la viuda Elena Bonaguidi, en abril de 1872. El instituto fue agregado a la Orden de los Predicadores el 14 de diciembre de 1878 y erigido en congregación religiosa de derecho diocesano por el cardenal Ermenegildo Florit, arzobispo de Florencia, el 5 de febrero de 1971.

## Organización
La Congregación de Hermanas Dominicas del Espíritu Santo es un instituto religioso de derecho diocesano', nacional y centralizado, cuyo gobierno es ejercido por una priora general. La sede central se encuentra en Florencia (Italia).
Las dominicas del Espíritu Santo se dedican a la educación e instrucción cristiana de la juventud y a la atención de mujeres ancianas. Estas religiosas forman parte de la familia dominica y visten el hábito tradicional dominico: túnica, escapulario y esclavina blancos y velo negro. El instituto cuenta con unas 30 religiosas y 2 comunidades presentes únicamente en Italia.